# Tetragnatha niokolona
Tetragnatha niokolona là một loài nhện trong họ Tetragnathidae.
Loài này thuộc chi Tetragnatha. Tetragnatha niokolona được miêu tả năm 1961 bởi Roewer.